# 대한민국 제13대 대통령 선거 충청북도
이 문서는 대한민국 제13대 대통령 선거의 충청북도 지역 개표 결과이다.

## 개표 결과

### 청주시
|  | 38.62% |

|  | 30.89% |

|  | 17.66% |

|  | 12.62% |

|  | 0.19% |

### 청원군
|  | 45.32% |

|  | 25.54% |

|  | 16.85% |

|  | 11.84% |

|  | 0.43% |

### 충주시
|  | 42.23% |

|  | 31.66% |

|  | 16.99% |

|  | 8.84% |

|  | 0.26% |

### 제천시
|  | 48.93% |

|  | 34.79% |

|  | 8.44% |

|  | 7.54% |

|  | 0.28% |

### 중원군
|  | 51.62% |

|  | 26.88% |

|  | 13.19% |

|  | 7.84% |

|  | 0.45% |

### 제원군
|  | 56.40% |

|  | 29.83% |

|  | 7.01% |

|  | 6.15% |

|  | 0.58% |

### 단양군
|  | 57.79% |

|  | 30.78% |

|  | 5.57% |

|  | 5.33% |

|  | 0.50% |

### 영동군
|  | 55.30% |

|  | 24.75% |

|  | 11.53% |

|  | 7.89% |

|  | 0.50% |

### 보은군
|  | 49.80% |

|  | 20.39% |

|  | 14.88% |

|  | 14.49% |

|  | 0.41% |

### 옥천군
|  | 53.07% |

|  | 17.02% |

|  | 15.30% |

|  | 14.20% |

|  | 0.38% |

### 괴산군
|  | 50.78% |

|  | 26.16% |

|  | 12.39% |

|  | 10.12% |

|  | 0.53% |

### 진천군
|  | 47.70% |

|  | 29.41% |

|  | 11.28% |

|  | 11.11% |

|  | 0.47% |

### 음성군
|  | 48.21% |

|  | 30.78% |

|  | 11.05% |

|  | 9.49% |

|  | 0.44% |

## 전체 결과
|  | 46.89% |

|  | 28.23% |

|  | 13.52% |

|  | 10.97% |

|  | 0.36% |

민주정의당 노태우 후보가 46.89%의 득표율을 올리면서 충청북도에서 1위를 차지했다. 노태우 후보는 2위인 김영삼 후보와 18%라는 큰 격차를 보이면서 완승을 거두었다.
통일민주당 김영삼 후보는 28.23%의 득표율을 기록하면서 2위를 차지했다.
신민주공화당 김종필 후보는 13.52%의 득표율로 3위를 차지했다. 김종필 후보는 충청북도에서 전국 대비 매우 선전하였으며 이는 충청남도를 기반으로 하는 김종필 후보였기에 같은 충청권인 충청북도에서 어느정도의 성과를 얻게 된 것이다.
평화민주당 김대중 후보는 10.97%로 4위를 차지했다. 김대중 후보는 지난 7대 대선 당시 보다 1/4 수준의 득표율을 보이면서 충청북도에서 완패했다.

### 주요 후보 결과
| 지역   | 노태우 | 노태우 | 김영삼 | 김영삼 | 김대중 | 김대중 | 김종필 | 김종필 |
| 지역   | 득표수 | 득표율 | 득표수 | 득표율 | 득표수 | 득표율 | 득표수 | 득표율 |
| ------ | ------ | ------ | ------ | ------ | ------ | ------ | ------ | ------ |
| 청주시 | 74,342 | 38.62% | 59,453 | 30.89% | 24,302 | 12.62% | 33,993 | 17.66% |
| 청원군 | 36,327 | 45.32% | 20,469 | 25.54% | 9,490  | 11.84% | 13,509 | 16.85% |
| 충주시 | 26,215 | 42.23% | 19,653 | 31.66% | 5,490  | 8.84%  | 10,548 | 16.99% |
| 제천시 | 25,195 | 48.93% | 17,917 | 34.79% | 4,348  | 8.44%  | 3,883  | 7.54%  |
| 중원군 | 24,362 | 51.62% | 12,685 | 26.88% | 3,703  | 7.84%  | 6,227  | 13.19% |
| 제원군 | 15,043 | 56.40% | 7,957  | 29.83% | 1,872  | 7.01%  | 1,642  | 6.15%  |
| 단양군 | 19,167 | 57.79% | 10,209 | 30.78% | 1,770  | 5.33%  | 1,849  | 5.57%  |
| 영동군 | 24,075 | 55.30% | 10,776 | 24.75% | 5,020  | 11.53% | 3,437  | 7.89%  |
| 보은군 | 19,266 | 49.80% | 7,889  | 20.39% | 5,608  | 14.49% | 5,759  | 14.88% |
| 옥천군 | 23,767 | 53.07% | 7,626  | 17.02% | 6,856  | 15.30% | 6,361  | 14.20% |
| 괴산군 | 28,488 | 50.78% | 14,675 | 26.16% | 5,678  | 10.12% | 6,950  | 12.39% |
| 진천군 | 15,759 | 47.70% | 9,718  | 29.41% | 3,671  | 11.11% | 3,727  | 11.28% |
| 음성군 | 23,216 | 48.21% | 14,824 | 30.78% | 5,324  | 11.05% | 4,571  | 9.49%  |

민주정의당 노태우 후보가 충청북도 내 모든 지역에서 승리를 거두었다. 또한 노태우 후보는 충청북도의 13개 지역 중 6개 지역에서는 과반수가 넘는 득표율을 기록하는 성과를 올렸다.
통일민주당 김영삼 후보의 경우 충청북도 남부에 위치한 보은군, 영동군, 옥천군에서 부진했으나 다른 지역에서는 25%가 넘는 득표율을 보여주었다. 특히 청주시, 단양군, 음성군 등지에서는 30%가 넘는 득표율을 기록하는데 성공했다.
신민주공화당 김종필 후보는 많은 지역에서 10% 이상의 득표율을 기록했다. 특히 충청북도의 최대 도시인 청주시에서 17.66%를 기록하면서 선전했다.
평화민주당 김대중 후보는 충청북도의 많은 지역에서 10% 이상의 득표율을 기록했다. 김대중 후보가 가장 선전한 지역은 옥천군으로 충청북도에서 유일하게 15% 이상 득표에 성공했다.

## 같이 보기
- 대한민국 제13대 대통령 선거